# Kansai (região)
A Região de Kansai (関西地方, Kansai-chihō, também chamada Kinki ou Kinai) encontra-se no centro-sul da ilha principal do Japão, Honshū. A região inclui as prefeituras de Mie, Nara, Wakayama, Quioto, Osaka, Hyōgo e Shiga, às vezes Fukui, Tokushima e Tottori. Embora o uso dos termos "Kansai" e "Kinki" tenha mudado ao longo da história, na maioria dos contextos modernos, o uso dos dois termos é intercambiável. Kansai significa literalmente Oeste da Barreira que em seu uso original referia-se à terra a oeste da Portão de Osaka (逢 坂 関), a fronteira entre a província de Yamashiro e a província de Ōmi (atuais prefeituras de Quioto e Shiga). A região urbana de Osaka, Kobe e Quioto (a região de Keihanshin) é a segunda mais povoada do Japão após a Grande área de Tóquio.

## Prefeituras e Cidades
Kansai é constituída de 6 prefeituras e 102 cidades :
- Prefeitura de Nara : Gojo, Gose, Ikoma, Kashiba, Kashihara, Katsuragi, Nara (capital), Sakurai, Tenri, Yamatokoriyama, Yamatotakada
- Prefeitura de Wakayama : Arida, Gobo, Hashimoto, Kainan, Shingu, Tanabe, Wakayama (capital)
- Prefeitura Urbana de Quioto : Ayabe, Fukuchiyama, Joyo, Kameoka, Kyotanabe, Quioto (capital), Maizuru, Miyazu, Muko, Nagaokakyo, Uji, Yawata
- Prefeitura Urbana de Osaka : Daito, Fujiidera, Habikino, Hannan, Higashiosaka, Hirakata, Ibaraki, Ikeda, Izumi, Izumiotsu, Izumisano, Kadoma, Kaizuka, Kashiwara, Katano, Kawachinagano, Kishiwada, Matsubara, Minoo, Moriguchi, Neyagawa, Osaka (capital), Osakasayama, Sakai, Sennan, Settsu, Shijonawate, Suita, Takaishi, Takatsuki, Tondabayashi, Toyonaka, Yao
- Prefeitura de Hyogo : Aioi, Akashi, Ako, Amagasaki, Asago, Ashiya, Awaji, Himeji, Itami, Kakogawa, Kasai, Kawanishi, Kobe (capital), Miki, Minamiawaji, Nishinomiya, Nishiwaki, Ono, Sanda, Sasayama, Shiso, Sumoto, Takarazuka, Takasago, Tamba, Tatsuno, Toyooka, Yabu
- Prefeitura de Shiga : Higashiomi, Hikone, Koka, Konan, Kusatsu, Maibara, Moriyama, Nagahama, Otsu (capital), Omihachiman, Ritto, Takashima, Yasu, Yokaichi